# Каникатти
Каникатти (итал. Canicattì) — коммуна в Италии, находится в регионе Сицилия, в провинции Агридженто.
Население составляет 34 000 человек (2008), плотность населения составляет 373 чел./км². Занимает площадь 91 км². Почтовый индекс — 92024. Телефонный код — 0922.
Покровителем коммуны почитается святой мученик Панкратий Римский, празднование 3 апреля.

## Демография
Динамика населения:

## Известные уроженцы
- Розарио Ливатино (1952—1990)  — итальянский судья, борец с мафией, мученик, блаженный католической церкви.

## Администрация коммуны
- Официальный сайт: http://www.comune.canicatti.ag.it/